# Seznam plazů Česka
Seznam plazů v Česku uvádí všechny plazy (Reptilia) vyskytující se volně v Česku, včetně nepůvodních druhů, u nichž stále dochází k mapování a výzkumu výskytu, a druhů zjištěných pouze ojediněle. Výskyt mnoha druhů je tak předmětem diskuze.

## Šupinatí (Squamata)
Řád zahrnuje v České republice 11 původních druhů a 2 ojediněle zjištěné nepůvodní druhy.
| Druh                                    | Obrázek | Původ v ČR                       | Kategorie Commons                                      | Stupeň ohrožení v Česku | Dle IUCN |
| --------------------------------------- | ------- | -------------------------------- | ------------------------------------------------------ | ----------------------- | -------- |
| ještěrka obecná Lacerta agilis          |         | původní                          | Kategorie „Lacerta agilis“ na Wikimedia Commons        | silně ohrožený          |          |
| ještěrka zelená Lacerta viridis         |         | původní                          | Kategorie „Lacerta viridis“ na Wikimedia Commons       | kriticky ohrožený       |          |
| ještěrka živorodá Zootoca vivipara      |         | původní                          | Kategorie „Zootoca vivipara“ na Wikimedia Commons      | silně ohrožený          |          |
| ještěrka zední Podarcis muralis         |         | původní                          | Kategorie „Podarcis muralis“ na Wikimedia Commons      | kriticky ohrožený       |          |
| ještěrka travní Podarcis taurica        |         | nepůvodní druh, ojedinělý výskyt |                                                        |                         |          |
| slepýš křehký Anguis fragilis           |         | původní                          | Kategorie „Anguis fragilis“ na Wikimedia Commons       | silně ohrožený          |          |
| slepýš východní Anguis colchica         |         | původní                          |                                                        | silně ohrožený          |          |
| gekon turecký 'Hemidactylus turcicus, ' |         | nepůvodní druh, ojedinělý výskyt | Kategorie „Hemidactylus turcicus“ na Wikimedia Commons |                         |          |
| užovka hladká Coronella austriaca       |         | původní                          | Kategorie „Coronella austriaca“ na Wikimedia Commons   | silně ohrožený          |          |
| užovka obojková Natrix natrix           |         | původní                          | Kategorie „Natrix natrix“ na Wikimedia Commons         | ohrožený                |          |
| užovka podplamatá Natrix tessellata     |         | původní                          | Kategorie „Natrix tessellata“ na Wikimedia Commons     | kriticky ohrožený       |          |
| užovka stromová Zamenis longissimus     |         | původní                          | Kategorie „Zamenis longissimus“ na Wikimedia Commons   | kriticky ohrožený       |          |
| zmije obecná Vipera berus               |         | původní                          | Kategorie „Vipera berus“ na Wikimedia Commons          | kriticky ohrožený       |          |

## Želvy (Testudines)
Řád zahrnuje jeden původní druh, jeden nepůvodní a šest ojediněle zjištěných nepůvodních druhů.
| Druh                               | Obrázek |                                  | Kategorie Commons                                          | Stupeň ohrožení v Česku | Dle IUCN |
| ---------------------------------- | ------- | -------------------------------- | ---------------------------------------------------------- | ----------------------- | -------- |
| želva bahenní Emys orbicularis     |         | původní                          | Kategorie „Emys orbicularis“ na Wikimedia Commons          | kriticky ohrožený       |          |
| želva nádherná Trachemys scripta   |         | nepůvodní druh                   | Kategorie „Trachemys scripta elegans“ na Wikimedia Commons |                         |          |
| želva mapová Graptemys geographica |         | nepůvodní druh, ojedinělý výskyt | Kategorie „Graptemys geographica“ na Wikimedia Commons     |                         |          |
| kajmanka dravá Chelydra serpentina |         | nepůvodní druh, ojedinělý výskyt | Kategorie „Macrochelys temminckii“ na Wikimedia Commons    |                         |          |
| želva žlutohnědá Testudo graeca    |         | nepůvodní druh, ojedinělý výskyt | Kategorie „Testudo graeca“ na Wikimedia Commons            |                         |          |
| želva zelenavá Testudo hermanni    |         | nepůvodní druh, ojedinělý výskyt | Kategorie „Testudo hermanni“ na Wikimedia Commons          |                         |          |
| želva stepní Testudo horsfieldii   |         | nepůvodní druh, ojedinělý výskyt | Kategorie „Testudo horsfieldii“ na Wikimedia Commons       |                         |          |
| želva vroubená Testudo marginata   |         | nepůvodní druh, ojedinělý výskyt | Kategorie „Testudo marginata“ na Wikimedia Commons         |                         |          |

## Ptáci (Aves)
Z moderního fylogenetického hlediska patří mezi plazy také ptáci (Aves), seznam druhů vyskytujících se v České republice uvádí samostatný článek Seznam ptáků Česka.